# Ринальди, Джордан
Джо́рдан Лу́кас Рина́льди (англ. Jordan Lucas Rinaldi; род. 25 сентября 1987, Олеан, Нью-Йорк) — американский боец смешанного стиля, представитель полусредней, лёгкой и полулёгкой весовых категорий. Выступал на профессиональном уровне в период 2010—2019 годов, известен по участию в турнирах бойцовских организаций UFC, WSOF, RFA и др. Владел титулом чемпиона Complete Devastation в полусреднем весе, был претендентом на титул чемпиона RFA в полулёгком весе. Участник 15 сезона бойцовского реалити-шоу The Ultimate Fighter.

## Биография
Джордан Ринальди родился 25 сентября 1987 года в Олеане, Нью-Йорк. Позже его семья переехала в Шарлотт, Северная Каролина, где он рос вместе с двумя старшими братьями и тремя сводными сёстрами.
В молодости играл в футбол и бейсбол, затем во время учёбы в старшей школе по наставлению брата начал заниматься борьбой. Впоследствии учился в Университете Северной Каролины в Шарлотте и одновременно с этим подрабатывал на мойке машин. Один из его коллег по работе практиковал бразильское джиу-джитсу, и Ринальди так же освоил эту дисциплину — был удостоен коричневого пояса, получив его из рук мастера Сержиу Пеньи.
В университете получил степень бакалавра в области бухгалтерского учёта и степень бакалавра делового администрирования в области финансов.

### Начало профессиональной карьеры
Дебютировал в смешанных единоборствах на профессиональном уровне в мае 2010 года, выиграл у своего соперника раздельным решением судей. Дрался в небольших американских промоушенах, из всех поединков выходил победителем, в том числе отметился победой над достаточно сильным бойцом Деннисом Бермудесом — уже в первом раунде взял его на удушение сзади и принудил к сдаче. Кроме того, завоевал титул чемпиона Complete Devastation в полусредней весовой категории.
В 2012 году принял участие в 15 сезоне популярного бойцовского реалити-шоу The Ultimate Fighter, однако на предварительном отборочном этапе проиграл Джо Проктору и не смог попасть в число претендентов на победу.
Начиная с 2012 года выступал в организации Resurrection Fighting Alliance, здесь потерпел первое в профессиональной карьере поражение — в титульном поединке единогласным судейским решением уступил Джареду Даунингу. Также проиграл Брайану Ортеге, Ронни Роджерсу и Джеймсу Мунтасри, потерпев тем самым четыре поражения в пяти поединках.
Несмотря на череду проигрышей, Ринальди продолжил выступать в ММА и в последующих боях показал себя с лучшей стороны. Выиграл у таких бойцов как Диегу Сарайва и Клэй Харвисон, провёл удачный поединок в крупном промоушене World Series of Fighting.

### Ultimate Fighting Championship
Находясь на серии из пяти побед, Ринальди привлёк к себе внимание крупнейшей бойцовской организации мира Ultimate Fighting Championship. Дебютный поединок в октагоне UFC провёл в мае 2016 года, заменив выбывшего Карлуса Диегу Феррейру в бою с Абелем Трухильо. Противостояние между ними продлилось все отведённые три раунда, в итоге судьи единогласным решением отдали победу Трухильо.
В августе 2017 года заставил сдаться Альваро Эрреру — стал четвёртым бойцом в истории UFC, кому удалось успешно применить удушение Вон Флю.
В январе 2018 года вышел в клетку против непобеждённого Грегора Гиллеспи и в концовке первого раунда проиграл ему техническим нокаутом. После этого поражения решил спуститься из лёгкой весовой категории в полулёгкую.
В ноябре 2018 года единогласным решением судей выиграл у Джейсона Найта.
В марте 2019 года единогласным судейским решением уступил Арнольду Аллену.
16 мая 2019 года стало известно, что Джордан Ринальди был уволен из UFC.

## Статистика в профессиональном ММА
| Боёв 21  | Побед 14 | Поражений 7 |
| -------- | -------- | ----------- |
| Нокаутом | 1        | 2           |
| Сдачей   | 8        | 1           |
| Решением | 5        | 4           |

| Результат | Рекорд | Соперник        | Способ                   | Турнир                                        | Дата             | Раунд | Время | Место                 | Примечание                                                      |
| --------- | ------ | --------------- | ------------------------ | --------------------------------------------- | ---------------- | ----- | ----- | --------------------- | --------------------------------------------------------------- |
| Поражение | 14-7   | Арнольд Аллен   | Единогласное решение     | UFC Fight Night: Till vs. Masvidal            | 16 марта 2019    | 3     | 5:00  | Лондон, Англия        |                                                                 |
| Победа    | 14-6   | Джейсон Найт    | Единогласное решение     | UFC 230                                       | 3 ноября 2018    | 3     | 5:00  | Нью-Йорк, США         | Вернулся в полулёгкий вес.                                      |
| Поражение | 13-6   | Грегор Гиллеспи | TKO (удары руками)       | UFC on Fox: Jacaré vs. Brunson 2              | 27 января 2018   | 1     | 4:46  | Шарлотт, США          |                                                                 |
| Победа    | 13-5   | Альваро Эррера  | Сдача (удушение Вон Флю) | UFC Fight Night: Pettis vs. Moreno            | 5 августа 2017   | 1     | 2:00  | Мехико, Мексика       |                                                                 |
| Поражение | 12-5   | Абель Трухильо  | Единогласное решение     | UFC Fight Night: Almeida vs. Garbrandt        | 29 мая 2016      | 3     | 5:00  | Лас-Вегас, США        |                                                                 |
| Победа    | 12-4   | Лашон Олкокс    | Сдача (рычаг локтя)      | Fight Lab 52                                  | 16 октября 2015  | 2     | 4:14  | Шарлотт, США          |                                                                 |
| Победа    | 11-4   | Клэй Харвисон   | Сдача (удушение сзади)   | Legacy FC 47                                  | 16 октября 2015  | 2     | 4:31  | Атланта, США          |                                                                 |
| Победа    | 10-4   | Диегу Сарайва   | Единогласное решение     | National Fighting Championship 75             | 27 июня 2015     | 3     | 5:00  | Дулут, Джорджия, США  | Бой в полулёгком весе.                                          |
| Победа    | 9-4    | Сослан Абаноков | Сдача (треугольник)      | WSOF 17                                       | 17 января 2015   | 3     | 3:02  | Лас-Вегас, США        | Бой в полулёгком весе.                                          |
| Победа    | 8-4    | Джо Элмор       | Единогласное решение     | US Freedom Fighting Championship 21           | 6 ноября 2014    | 3     | 5:00  | Моргантон, США        |                                                                 |
| Поражение | 7-4    | Джеймс Мунтасри | KO (удар рукой)          | Resurrection Fighting Alliance 15             | 6 июня 2014      | 2     | 1:14  | Калвер-Сити, США      | Бой в промежуточном весе 72,6 кг.                               |
| Победа    | 7-3    | Майк Стивенс    | TKO (удары руками)       | Rings of Dreams: Fight Night 14               | 17 мая 2014      | 1     | 1:19  | Уинстон-Сейлем, США   | Вернулся в лёгкий вес.                                          |
| Поражение | 6-3    | Ронни Роджерс   | Раздельное решение       | US Freedom Fighting Championship 15           | 6 декабря 2013   | 3     | 5:00  | Шарлотт, США          |                                                                 |
| Поражение | 6-2    | Брайан Ортега   | Сдача (треугольник)      | Resurrection Fighting Alliance 9              | 16 августа 2013  | 3     | 2:29  | Лос-Анджелес, США     |                                                                 |
| Поражение | 6-1    | Джаред Даунинг  | Единогласное решение     | Resurrection Fighting Alliance 5              | 30 ноября 2012   | 5     | 5:00  | Карни, США            | Дебют в полулёгком весе. Бой за титул чемпиона RFA.             |
| Победа    | 6-0    | Марк Дикман     | Единогласное решение     | Resurrection Fighting Alliance 3              | 30 июня 2012     | 3     | 5:00  | Карни, США            | Бой в промежуточном весе 72,6 кг.                               |
| Победа    | 5-0    | Тениех Диксон   | Сдача (рычаг локтя)      | Complete Devastation 2                        | 12 ноября 2011   | 2     | 4:6   | Алтуна, США           | Выиграл титул чемпиона Complete Devastation в полусреднем весе. |
| Победа    | 4-0    | Деннис Бермудес | Сдача (удушение сзади)   | PA Fighting Championships 4                   | 20 ноября 2010   | 1     | 2:13  | Гаррисберг, США       |                                                                 |
| Победа    | 3-0    | Карлос Пена     | Сдача                    | Top Combat Championship 3                     | 23 октября 2010  | 1     | 3:24  | Сан-Хуан, Пуэрто-Рико |                                                                 |
| Победа    | 2-0    | Бифф Уолизер    | Сдача (удушение сзади)   | Premier Cage Fighting 3                       | 18 сентября 2010 | 1     | 2:42  | Гамбург, США          |                                                                 |
| Победа    | 1-0    | Джоуи Кэрролл   | Раздельное решение       | Fight Lab Promotions: Epicentre Cage Fights 3 | 7 мая 2010       | 3     | 5:00  | Шарлотт, США          |                                                                 |